# Mariana Macías
Mariana Macías Ornelas (Chapala, Jalisco, México; 1 de julio de 1996) es una modelo y reina de belleza mexicana, ganadora del concurso Miss Grand México 2021. Representó 
a México en Miss Grand Internacional 2021 y en Top Model of the World 2023. En este último certamen ganó dicho título, siendo la primera vez que una mexicana lo obtiene.

## Biografía
Mariana Macías nació el 1 de julio de 1996 en el municipio de Chapala, Jalisco. Es egresada del Centro Universitario de Ciencias Económico-Administrativas como Licenciada en Marketing.

## Concursos de Belleza

### Miss Grand México 2021
El 1 de julio, se llevó a cabo la final del concurso Miss Gran México en el salón Lago Di Como  en la ciudad de Chihuahua, Chihuahua, México. Treinta y dos candidatas de toda la República Mexicana compitieron por el título nacional. Al final del evento Mariana Macías, fue coronada como la nueva Miss Grand México 2021, quien compitió en Miss Grand Internacional 2021 en Phuket, Tailandia.

### Miss Grand Internacional 2021
Representó a México en el concurso de Miss Grand Internacional 2021, el cual se llevó  a cabo el 4 de diciembre en la ciudad de Phuket, Tailandia donde no clasificó al Top 20 de cuartofinalistas.

### Top Model of the World 2023
El 3 de marzo, se realizó en Sharm el-Sheij, Egipto  representando a México en Top Model of the World. 
Resultó ganadora no fue coronada por su predecesora Natálie Kočendová de República Checa. Es la única mexicana en ganar Top Model of the World.